# Saint-Georges-Motel

Saint-Georges-Motel este o comună în departamentul Eure, Franța. În 1 ianuarie 2022 avea o populație de 880 de locuitori.